# Carlo Carafa (kardinal)

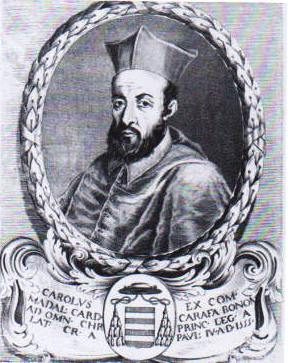
Carlo Carafa.

Carlo Carafa, född 29 mars 1517 i Neapel, död 4 mars 1561 i Castel Sant'Angelo i Rom, var en italiensk kardinal. Han var brorson till påven Paul IV.
Carafa förde i sin ungdom ett äventyrligt krigarliv och stred bland annat under hertigen av Parma i Nederländerna, ingick i malteserorden och vann sedan genom hycklad fromhet sin farbrors förtroende samt utsågs av denne till kardinal och ledare av den heliga stolens utrikespolitik. Han och hans bröder Giovanni och Antonio utplundrade folket och invecklade påven i ett olyckligt krig med Filip II av Spanien. Paul förvisade efter krigets slut brorsönerna från Rom, och de utlämnades av dennes efterträdare Pius IV åt sina många fienders hämnd. Efter en i oregelbundna former förd process avrättades såväl kardinal Carlo Carafa som hans bror Giovanni.